# Even Better Than the Real Thing
«Even Better Than The Real Thing» es una canción de la banda de Rock irlandesa U2. Es la segunda canción y cuarto sencillo del álbum Achtung Baby editado en 1991.
El sencillo tuvo un éxito moderado, llegó a la posición nº12 en listas del Reino Unido siendo uno de los pocos sencillos de la banda en no llegar al top 10 en ese país. Fue lanzado como el cuarto sencillo del álbum el 8 de junio de 1992, y alcanzó el número tres en Irlanda y Canadá, mientras que se convirtió en un éxito entre los diez primeros en Austria, Nueva Zelanda y Suecia. Una versión remezclada de la canción lanzada el mismo año alcanzó el número ocho en el Reino Unido y el número 10 en Irlanda. En 1997, los lectores de Mojo nombraron la canción como la 71a mejor canción de la década de 1990.
Cuando se juntan las carátulas de los sencillos de Even Better Than The Real Thing, The Fly, Who's Gonna Ride Your Wild Horses y Mysterious Ways se forma la imagen de los miembros de la banda manejando un Trabant.

## Escritura y grabación
"Even Better Than the Real Thing" se originó a partir de un riff de guitarra de coro que The Edge compuso en Los Ángeles durante las sesiones de Rattle and Hum. Una demo de la canción, llamada "The Real Thing", se grabó en STS Studios durante la misma sesión en la que se grabó "Desire". La banda comentó que el riff de guitarra de la canción les recordaba a los Rolling Stones, pero que sonaba "profundamente tradicional". En consecuencia, se archivó hasta las sesiones de grabación de Achtung Baby, cuando la banda llevó la grabación multipista de la demo a Hansa Studios en Berlín a finales de 1990. La banda progresó poco en la demostración allí, ya que las sesiones de Berlín estaban llenas de conflictos y dificultades para completar las canciones.
Las sesiones de grabación, así como el estado de ánimo general, mejoraron después de que la banda regresó a Dublín en 1991 para grabar en la mansión "Elsinore" en la costa de Dalkey. La canción cambió después de que Edge compró un pedal de cambio de tono DigiTech Whammy, que creó un "barrido de doble octava" en el riff de la guitarra. La banda redescubrió su sentido de la diversión e incorporó eso en la escritura de la canción. El productor Brian Eno originalmente argumentó en contra de la inclusión de la canción en el álbum cuando contenía la letra "No hay nada como la cosa real", alegando que la canción tenía que ser "más irónica". Después de que la letra fue revisada a "Even better than the real thing", Eno cambió su postura y apoyó la inclusión de la canción. El vocalista principal Bono explicó la letra de la canción, así como por qué el título se alargó a "Even Better Than the Real Thing": "Era un reflejo de los tiempos en que vivía [la banda], cuando la gente ya no buscaba la verdad , [todos] estaban buscando una gratificación instantánea". Richard Branson solicitó usar la canción en anuncios para su "Virgin Cola" para competir con Coca-Cola (que había estado usando el lema" lo real "durante años ), pero la banda declinó.
Cuando se arreglan las versiones de "Even Better Than the Real Thing", "The Fly", "Who's Gonna Ride Your Wild Horses" y "Mysterious Ways", se forma una imagen de los miembros de la banda conduciendo un Trabant.

## Rendimiento de chart
La canción alcanzó el número tres en Irlanda y el número 12 en el Reino Unido, convirtiéndose en uno de los pocos singles de U2 que no alcanzó el top 10 en la lista de singles del Reino Unido. Sin embargo, unos meses después de su lanzamiento inicial, el DJ inglés Paul Oakenfold remezcló la canción; esta versión alcanzó un nuevo pico del número ocho. Oakenfold más tarde apoyó a U2 en su PopMart Tour.
En los Estados Unidos, la versión original de la canción alcanzó el número 32 en el Billboard Hot 100, número uno en la tabla Album Rock Tracks, y número cinco en la tabla Modern Rock Tracks, mientras que el remix alcanzó el número 27 en la lista Hot Dance Music/Club Play, y el número 35 en la lista Hot Dance Music/Maxi-Singles Sales. En Canadá alcanzó el número tres para convertirse en el tercer éxito consecutivo entre los cinco primeros de Achtung Baby. En otros lugares, la canción alcanzó el top 20 en Australia, Austria, Finlandia, los Países Bajos, Nueva Zelanda, Suecia y Suiza.

## Video musical
El video musical fue dirigido por Kevin Godley, anteriormente de 10cc y Godley & Creme, y fue producido por Iain Brown. Fue filmado en dos lugares: la antigua tienda de ropa del zoológico ubicada en 32-34 Carnaby Street en Londres el 11 de febrero de 1992, luego Pinewood Studios en Buckinghamshire del 12 al 14 de febrero de 1992. El video presentaba a la banda y su propio grupo The Doppelgangers, formado por U2 y Godley específicamente para el video. U2 y The Doppelgangers intercambian lugares varias veces a lo largo del video que también fue editado con varios clips de secuencias de televisión. El video ganó dos premios en los MTV Video Music Awards de 1992, por Mejor video grupal y Mejores efectos visuales; el video presentaba una plataforma de rollover de cámara de 360 grados única, diseñada y construida por Simon Tayler de Artem en Londres específicamente para el video. El video también presenta un fragmento de la versión arcade de Sega del videojuego G-LOC: Air Battle.

## En directo

U2 en un concierto en Las Vegas, 2023.

La canción fue interpretada por el grupo en todos los conciertos del Zoo TV Tour de 1992-93 y PopMart Tour de 1997-98, y se tocó esporádicamente en el Elevation Tour de 2001. Pasarían 10 años hasta que fue interpretada de nuevo, aunque no sería la versión del álbum, sino el remix "Fish Out of Water" de la canción, lanzado más tarde en la edición del 20 aniversario de Achtung Baby; se interpretó como canción de apertura durante el U2 360° Tour, ya en su última etapa en 2011. Este remix volvería a presentarse durante el Innocence + Experience Tour de 2015. La versión del álbum de la canción volvería a ser parte también del Experience + Innocence Tour de 2018 y del Joshua Tree Tour 2019.

## Personal
- Bono - voz
- The Edge - guitarra eléctrica, voz
- Adam Clayton - bajo eléctrico
- Larry Mullen Jr. - batería
- Producción - Steve Lillywhite con Brian Eno y Daniel Lanois
- Ingeniería - Paul Barrett y Robbie Adams
- Mezcla - Steve Lillywhite y Robbie Adams
- Asistencia de mezcla - Sean Leonard